# Euonymus walkeri
Euonymus walkeri là một loài thực vật thuộc họ Celastraceae. Đây là loài đặc hữu của Sri Lanka.